# مهدی کامرانی
مهدی کامرانی (متولد ۱۱ خرداد ۱۳۶۱ در شهر ری) بازیکن بسکتبال اهل ایران که در تیم ملی بسکتبال ایران و در حال حاضر در تیم باشگاه بسکتبال مهرام تهران بازی می‌کند که به دیدار رده‌بندی لیگ برتر بسکتبال ایران در فصل 02–03راه یافته‌است.

## افتخارات

### ملی
- جام ملت‌های آسیا
  - قهرمان ۲۰۰۷
  - قهرمان ۲۰۰۹
  - قهرمان ۲۰۱۳
- بازی‌های آسیایی
  - مدال برنز ۲۰۰۶
  - مدال برنز ۲۰۱۰
- بازی‌های کشورهای اسلامی
  - مدال برنز ۲۰۰۵
- بازی‌های غرب آسیا
  - قهرمان عراق ۲۰۱۱
  - مقام سوم ۲۰۱۲
  - قهرمان ۲۰۱۳
  - جام ویلیام جونز
  - قهرمان ۲۰۱۱
  - نایب قهرمان ۲۰۱۲
  - قهرمان ۲۰۱۳
- جام کنفدراسیون بسکتبال آسیا
  - قهرمان ۲۰۱۲
- حضور در مسابقات مهم
  - المپیک ۲۰۰۸
  - جام جهانی ۲۰۱۰
  - جام جهانی ۲۰۱۴

## باشگاهی
- جام باشگاه‌های آسیا
  - مدال طلا در سال ۲۰۰۸ با صباباتری
  - مدال طلا در سال ۲۰۰۹ با مهرام
  - مدال طلا در سال ۲۰۱۰ با مهرام
  - مدال نقره در سال ۲۰۱۱ با مهرام
  - جام باشگاه‌های غرب آسیا
  - مدال نقره ۲۰۰۵ با صباباتری
  - مدال طلا ۲۰۰۹ با مهرام
  - مدال طلا ۲۰۱۰ با مهرام
  - مدال طلا ۲۰۱۲ با مهرام
- سوپر لیگ ایران
  - قهرمان در سال ۲۰۰۴ با صباباتری
  - قهرمان در سال ۲۰۰۸ با مهرام
  - قهرمان در سال ۲۰۰۹ با مهرام
  - قهرمان در سال ۲۰۱۰ با مهرام
  - قهرمان در سال ۲۰۱۱ با مهرام
  - قهرمان در سال ۲۰۱۲ با مهرام
  - نایب قهرمان در سال ۲۰۱۳ با مهرام